# 群馬県企業局
群馬県企業局（ぐんまけんきぎょうきょく）は、群馬県の地方公営企業である。群馬県内で電気事業、工業用水道事業、水道事業、団地造成事業及び自動車駐車場事業を行っている。

## 事業

### 電気事業
- 水力発電所
  - 桃野発電所
  - 相俣発電所
  - 中之条発電所
  - 四万発電所
  - 白沢発電所
  - 利南発電所
  - 湯川発電所
  - 田口発電所
  - 関根発電所
  - 小出発電所
  - 柳原発電所
  - 下久保発電所
  - 東発電所
  - 小平発電所
  - 高津戸発電所
  - 沢入発電所
  - 矢倉発電所
  - 天狗岩発電所
  - 桐生川発電所
  - 広池発電所
  - 奈良俣発電所
  - 熊倉発電所
  - 日向見発電所
  - 狩宿発電所
  - 相俣第二発電所
  - 鬼石発電所
  - 下久保第二発電所
  - 狩宿第二発電所
  - 東第二発電所
  - 小坂子発電所
  - 中之条ダム発電所
  - 新利南発電所
  - 田沢発電所

- 火力発電所
  - 高浜発電所

- 太陽光発電
  - 亀里太陽光発電所
  - 板倉ニュータウン太陽光発電所
  - 群馬コンベンションセンター太陽光発電所

- 風力発電所
  - 吉岡風力発電所（2018年9月30日で廃止[2]）

### 工業用水道事業
- 渋川工業用水道
- 東毛工業用水道

### 水道事業
- 県央第一水道
- 県央第二水道

### 団地造成事業
- 産業団地
  - 板倉ニュータウン産業用地
  - 明和第三工業団地
  - 鞍掛第三工業団地
  - 太田リサーチパーク
  - 太田沖野・上田島工業団地
  - 富士見小原目団地
  - 沼田沼須産業団地
  - 長野原向原団地
  - 伊勢崎・東流通団地
- 住宅団地
  - 板倉ニュータウン
  - ふれあいタウンちよだ
  - 城の岡住宅団地
- ゴルフ場
  - 上武ゴルフ場
  - 玉村ゴルフ場
  - 前橋ゴルフ場
  - 板倉ゴルフ場
  - 新玉村ゴルフ場
- その他
  - 群馬県公社総合ビル
  - 群馬ヘリポート格納庫

### 自動車駐車場事業
- ウエストパーク1000